# 核糖体小亚基
核糖体小亚基（英文：Ribosomal Small Subunit，简称SSU）是核糖体中较小的核糖体亚基。每个核糖体都由一个核糖体小亚基与一个核糖体大亚基共同构成。小亚基在核糖体翻译过程中负责信息的识别。
原核细胞中的70S核糖体、真核细胞细胞质中的80S核糖体与真核细胞线粒体中的线粒体核糖体各拥有一种不同的核糖体小亚基：70S核糖体中包含30S核糖体亚基，80S核糖体中包含40S核糖体亚基，线粒体核糖体中则包含28S核糖体亚基。

## 结构与功能
核糖体小亚基中的唯一一条rRNA3'端上游具有一段能与mRNA5'端通过氢键互补结合的核苷酸序列。原核生物16S rRNA上的这段序列称为“反夏因-达尔加诺序列”，真核生物核糖体小亚基23S rRNA上具有相同功能的序列则称为“反科扎克共有序列”。